# Арицано
Арицано (итал. Arizzano) је насеље у Италији у округу Вербано-Кузио-Осола, региону Пијемонт.
Према процени из 2011. у насељу је живело 2033 становника. Насеље се налази на надморској висини од 503 м.

## Становништво
Према резултатима пописа становништва 2011. у општини је живело 2.040 становника.
| 1931. | 1936. | 1951. | 1961. | 1971. | 1981. | 1991. | 2001. | 2011. |
| ----- | ----- | ----- | ----- | ----- | ----- | ----- | ----- | ----- |
| 719   | 653   | 773   | 798   | 878   | 1.602 | 1.868 | 1.890 | 2.040 |